# 狭苞兔耳草
狭苞兔耳草（学名：Lagotis angustibracteata）为玄参科兔耳草属下的一个种。

## 扩展阅读
- 維基物種上的相關：狭苞兔耳草